# Чемпионат Беларуси по шашечной композиции 1995
Чемпионат Белоруссии по шашечной композиции 1995, оригинальное название — Первый этап VIII чемпионата Беларуси по шашечной композиции — национальное спортивное соревнование по шашечной композиции. Организатор — комиссия по композиции Белорусской Федерации Шашек.

## О турнире
Начиная с 1991 года, белорусские чемпионаты стали проводиться раз в два года, при этом разделив соревнования по русским и международным шашкам на ежегодные этапы чемпионата. Суммирования очков этапов не производилось. Таким образом, в VIII чемпионате Беларуси по шашечной композиции на 1-м этапе соревновались в русские шашки, а на следующий год, в 1996-м, на 2-м этапе — в международные.
Соревнования проводились в 3 дисциплинах: проблемы, задачи, этюды.
Впервые в чемпионатах приняла участие женщина — Людмила Румянцева, чемпионка Беларуси по практической игре.
Триумфатором чемпионата второй стал Борис Иванов (Минск), выигравший одну золотую и одну серебряную награду.

## Спортивные результаты
Проблемы-64.
 Борис Иванов — 28,5 очка.  Иван Навроцкий — 21,25.  Александр Сапегин — 11,75. 4. Василий Можейко — 8,25. 5. Михаил Какора — 7,75. 6. Людмила Румянцева — 7,25. 7. Пётр Шклудов — 7,0. 8. Александр Белый — 6,0. 9. Виктор Шульга — 5,5. 10. Алексей Акулич — 4,75. 11. Николай Вергейчик — 4,75. 12. Игорь Какора — 4,75. 13. Борис Петрович — 4,25. 14. Леонид Витошкин — 2,75. 15. Сергей Гладкий — 2,25. 16. Владимир Малашенко — 1,0. 17-18. Виктор Ананич, Виктор Самарин — 0,0.
Этюды-64.
 Виктор Денисенко — 22,5.  Борис Иванов — 13,0.  Леонид Витошкин — 12,5. 4. Виктор Шульга — 12,25. 5. Григорий Кравцов — 12,0. 6. Вадим Кравцов — 3,0. 7. Криштоф Малашкевич — 1,0. 8. Виктор Самарин — 0,0.
Задачи-64.
 Николай Бобровник — 31,0.  Виктор Самарин — 28,5.  Владимир Гончар — 20,5. 4. Александр Шурпин — 19,5. 5. Борис Иванов — 13,5. 6. Пётр Шклудов — 6,5. 7. Леонид Витошкин — 5,5. 8. Алексей Акулич — 0,0.